# 차트라파티 시바지 마하라지 국제공항
차트라파티 시바지 마하라지 국제공항(영어: Chhatrapati Shivaji Maharaj International Airport, IATA: BOM, ICAO: VABB, 구 사하르 국제공항)은 인도 마하라슈트라주 뭄바이의 국제공항이다. 인도에서 가장 중요한 항공 거점이며 델리의 인디라 간디 국제공항과 함께 인도의 관문 역할을 한다. 1년 승객수 면에서 인도 대륙에서 가장 이용률이 높은 공항으로 뭄바이발 델리 국내선 노선은 일주일 간 항공편수 면에서 세계에서 7번째로 이용률이 높은 국내선 노선으로 기록되었고 세계 최대 연착 공항으로 뽑히기도 했다.

## 개요
에어 인디아, 제트 에어웨이즈의 허브 공항이자 제트 라이트, 고우 에어의 제2 허브공항이며 이 외에도 많은 항공사들이 취항하고 있다. 국내선과 국제선 노선을 수용하는 두 개의 터미널로 이루어지며 운항 구역은 5.9 제곱미터, 평균 해면 고도는 11미터로 활주로는 2개를 보유하고 있으며 대부분 아스팔트로 되어 있다. 활주로의 길이는 각각 2,925미터와 3,445미터로 인도의 국제공항에서 제일 규모가 크다.

## 역사
이전에 국제공항은 사하르 공항(영어: Sahar Airport)이라고 불렸고 국내선 공항은 산타크루즈 공항(영어: Santa Cruz Airport)이라고 불렸다. 소재지에서 이름을 따온 산타크루즈 공항은 제2차 세계대전 중 인도 공군의 비행장으로 이용되었으며, 1950년대에 공공 사업국(영어: Public Works Department)에서 인도민간항공부로 연이어 위임되었다. 1981년 사하르 부근에 새로운 국제선 터미널인 사하르 공항이 들어서면서 사하르 공항으로 부르게 되었고 산타크루즈 공항은 국내선 터미널 1-A와 1-B로 바뀌었다. 1998년에 17세기의 마라타 제국의 차트라파티 시바지 보슬레(영어: Shivaji Bhosle)의 이름을 따서 현재의 명칭으로 변경되었다.

## 운항 노선

### 여객 노선
| 항공사                         | 목적지 |
| ------------------------------ | --- |
| 에어 인디아(국내선)            | 아흐메다바드, 암리차르, 아우랑가바드, 방갈로르, 보팔, 부바네스와르, 첸나이, 델리, 고아, 하이데라바드, 인도르, 자이푸르, 조드푸르, 코치, 콜카타, 럭나우, 나그푸르, 파트나, 라이푸르, 라지콧, 티루바난타푸람, 티루파티, 우다이푸르, 바라나시, 비사카파트남 |
| 에어 인디아(국제선)            | 아부다비, 바레인(마나마), 방콕(수완나품), 콜롬보(반다라나이케), 담맘, 도하, 두바이-국제공항, 프랑크푸르트, 쿠웨이트 시티, 런던(히드로), 무스카트, 뉴어크(리버티 공항), 리야드, 싱가포르 |
| 에어 인디아 익스프레스(국내선) | 망갈로르 |
| 에어 인디아 익스프레스(국제선) | 도하, 두바이-국제공항, 샤르자 |
| 에어아시아 인디아              | 아흐메다바드, 바그도그라, 부바네스와르, 첸나이, 델리, 고아, 구와하티, 하이데라바드, 자이푸르, 코치, 콜카타, 나그푸르, 란치, 비사카파트남 |
| 얼라이언스 에어                | 바브나가르, 부지, 디우, 고아, 신두두르그 |
| 고 퍼스트 (국내선)             | 아흐메다바드, 암리차르, 방갈로르, 찬디가르, 첸나이, 코임바토르, 데라둔, 델리, 고아, 하이데라바드, 자이푸르, 잠무, 칸누르, 코치, 콜카타, 레, 럭나우, 나그푸르, 파트나, 포트 블레어, 란치, 스리나가르, 바라나시 |
| 고 퍼스트 (국제선)             | 아부다비, 방콕(수완나품), 말레, 푸켓, 샤르자 |
| 인디고 (국내선)                | 아그라, 아흐메다바드, 알라하바드, 암리차르, 아우랑가바드, 바그도그라, 방갈로르, 바레일리, 보팔, 부바네스와르, 찬디가르, 첸나이, 코임바토르, 데라둔, 델리, 디브루가르, 가야, 고아, 고라흐푸르, 구와하티, 후블리, 하이데라바드, 임팔, 인도르, 자발푸르, 자이푸르, 잠무, 조트푸르, 칸푸르, 코치, 콜카타, 코지코데, 럭나우, 망갈로르, 나그푸르, 파트나, 라이푸르, 라지콧, 란치, 수랏, 티루치라팔리, 티루파티, 티루바난타푸람, 우다이푸르, 바도다라, 바라나시, 비자야와다, 비사카파트남 |
| 인디고 (국제선)                | 아부다비, 방콕(수완나품)(2022년 3월 27일 운항), 청두(솽류)(2022년 3월 27일부터 운항), 콜롬보(반다라나이케), 담맘(2022년 3월 27일 재운항), 도하, 두바이-국제공항, 제다(2022년 3월 27일 재운항), 쿠웨이트 시티, 말레, 무스카트(2022년 3월 27일 재운항), 리야드(2022년 3월 27일 재운항), 샤르자, 싱가포르 |
| 스파이스젯 (국내선)            | 아흐메다바드, 아지메르, 암리차르, 바그도그라, 방갈로르, 벨곰, 첸나이, 다르방가, 데라둔, 델리, 두르가푸르, 고아, 고라크푸르, 구와하티, 그왈리오르, 자발푸르, 자이푸르, 자르수구다, 조드푸르, 칸들라, 칸푸르, 콜카타, 쿠시나가르, 레, 무두라이, 망갈로르, 파트나, 포르반다르, 라지콧, 스리나가르, 수랏, 우다이푸르, 바라나시 |
| 스파이스젯 (국제선)            | 두바이-국제공항 |
| 스타 에어                      | 벨곰 |
| 트루젯                         | 잘가온, 콜하푸르, 난데드 |
| 비스타라 (국내선)              | 아흐메다바드, 암리차르, 방갈로르, 부바네스와르, 찬디가르, 첸나이, 데라둔, 델리, 고아, 하이데라받, 인도르, 조드푸르, 코치, 콜카타, 파트나, 라이푸르, 우다이푸르, 바라나시 |
| 비스타라 (국제선)              | 도하, 두바이-국제공항, 말레, 샤르자, 싱가포르 |
| 에어 아라비아                  | 샤르자 |
| 에어프랑스                     | 파리 (샤를드골) |
| 에어셰이셸                     | 마에 |
| 에어탄자니아                   | 다르에스살람 |
| 전일본공수                     | 도쿄 (나리타) |
| 영국항공                       | 런던 (히드로) |
| 캐세이퍼시픽                   | 홍콩 (2022년 7월 2일 재운항) |
| 이집트항공                     | 카이로 (2022년 3월 20일 재운항) |
| 엘알                           | 텔아비브 (2022년 3월 28일 재운항) |
| 에미레이트항공                 | 두바이 국제공항 |
| 에티하드항공                   | 아부다비 |
| 에티오피아항공                 | 아디스아바바 |
| 플라이 두바이                  | 두바이 국제공항 |
| 걸프에어                       | 바레인(마나마) |
| 이란항공                       | 테헤란(이맘 호메이니) |
| 자지라 항공                    | 쿠웨이트 시티 |
| KLM                            | 암스테르담 |
| 케냐항공                       | 나이로비 |
| 쿠웨이트국제항공               | 쿠웨이트 시티 |
| 루프트한자                     | 프랑크푸르트, 뮌헨(2022년 3월 27일 재운항) |
| 말레이시아항공                 | 콸라룸푸르 |
| 말린도항공                     | 콸라룸푸르(2022년 3월 27일 재운항) |
| 오만항공                       | 무스카트 |
| 카타르항공                     | 도하 |
| 르완데어                       | 키갈리, 몸바사 |
| 사우디아 항공                  | 제다, 리야드 |
| 싱가포르항공                   | 싱가포르 |
| 스리랑카항공                   | 콜롬보(반다라나이케) |
| 스위스국제항공                 | 취리히 |
| 타이항공                       | 방콕 (수완나품) |
| 타이 라이언 에어               | 방콕 (돈므엉) |
| 터키항공                       | 이스탄불 (신공항) |
| 유나이티드항공                 | 뉴어크 (리버티공항) |
| 버진 애틀랜틱                  | 런던 (히드로) |

### 화물 노선
| 독일화물항공           | 에어프랑스        | 에어 인디아 카고 | 아리아 카고 익스프레스 | 아틀라스 항공          | 블루다트 항공      | 영국항공 월드 카고  |
| 캐세이퍼시픽 항공      | 덴켄 360          | DHL              | 에티오피아 항공        | 에티하드 크리스탈 카고 | 페덱스 익스프레스  | 핀에어              |
| 제이드 카고 인터내셔널 | 킹피셔 익스프레스 | 루프트한자 카고  | 미덱스 항공            | 폴렛 항공              | 카타르 항공        | 사우디아라비아 항공 |
| 싱가포르 항공 카고     | 스리랑카 항공     | 터키항공         | UPS 항공               | 우즈베키스탄 항공      | 볼가 드네포르 항공 |                     |